# الورادة الدحامنة (بني سمير)
الورادة الدحامنة هي إحدى مشيخات المملكة المغربية، تتبع جغرافيا لإقليم خريبكة وإداريًا لبني سمير. يقدر عدد سكانها بـ 1,671 نسمة حسب الإحصاء الرسمي للسكان والسكنى لسنة 2004.